# Indicatif régional 909

Carte de l'État de Californie avec les territoires de ses indicatifs régionaux. L'indicatif régional 909 est en rouge.

L'indicatif régional 909 est l'un des multiples indicatifs téléphoniques régionaux de l'État de Californie aux États-Unis.
Cet indicatif dessert l'est du comté de Los Angeles et le sud-ouest du comté de San Bernardino.  Plus précisément, il dessert les villes de San Bernardino, Ontario, Pomona, et Chino.
La carte ci-contre indique en rouge le territoire couvert par l'indicatif 909.
L'indicatif régional 909 fait partie du Plan de numérotation nord-américain.